# Pterostylis aestiva
Pterostylis aestiva är en orkidéart som beskrevs av David Lloyd Jones. Pterostylis aestiva ingår i släktet Pterostylis och familjen orkidéer.
Artens utbredningsområde är Victoria i Australien. Inga underarter finns listade i Catalogue of Life.